# روابط چین و مالزی
روابط مالزی و چین (مالایی: Hubungan China–Malaysia) روابط دیپلماسی دو جانبه بین دو کشور مالزی و چین می‌باشد.
سفارت چین در کوالا لامپور قرار دارد و هم چنین دارای دفاتر سرکنسولگری در جرج تاون، کوتا کینابالو و کوچینگ است. سفارت مالزی در پکن می‌باشد و نیز دارای دفاتر کنسولی در کون‌مینگ، گوانگ‌ژو، شانگهای، شی‌آن و هنگ کنگ است. دو کشور بواسطه حضور پرسابقه مردم چین در مالزی، که در حال حاضر دومین جامعه بزرگ چینی خارج از کشور در سراسر جهان هستند، به هم پیوند خورده‌اند.